# Super16
Super16 er en dansk uafhængig filmuddannelse stiftet i 1999 med base på Nordisk Film i Valby. Uddannelsen er ikke statsstøttet, men drives som en forening af medlemmerne selv med bidrag fra den danske filmbranche, herunder Nordisk Film.

## Historie
Super16 blev stiftet i 1999 som et alternativ til Den Danske Filmskole. Uddannelsen levede på goodwill og støtte fra filmbranchen, mens det var op til medlemmerne selv at udforme uddannelsens indhold. Navnet Super16 var både en henvisning til medlemsantallet i foreningen (16) og til det økonomiske 16 mm smalfilmsformat. Allerede i 2007 var der uddannet 24 instruktører og 24 producere, optaget fem årgange og produceret over 70 kortfilm. Uddannelsen optog i de første mange år 8 producere og 8 instruktører, men i 2011 valgte man med 7. årgang at indføre en manuskriptlinje, så fordelingen af medlemmer i stedet blev 6 producere, 6 instruktører og 4 manuskriptforfattere. I 2021 valgte man at optage yderligere to manuskriptforfattere og dermed også to ekstra medlemmer i foreningen. Medlemsantallet er derfor i dag ligeligt fordelt med 6 medlemmer på hver af de tre faglinjer.

## Virksomhed
Hvert andet år skal de nuværende medlemmer på Super16 optage en ny årgang der skal fortsætte foreningen. I dag består en årgang på Super16 af 6 producere, 6 instruktører og 6 manuskriptforfattere. Medlemmerne tilrettelægger selv deres undervisning med gæstelærere og mentorer fra filmbranchen. Super16 afholder hvert år offentlige premierer på de film, som årgangene producerer: Førsteårsfilm, midtvejsfilm og afgangsfilm.

## Hæder
Flere kortfilm fra Super16 har vundet priser ved Robert-uddelingen, heriblandt Ikki illa meint (2020), En flirt (2020) og Vilde sind (2022). Derudover har Super16 også markeret sig på internationale filmfestivaler som Cannes, SXSW, Venedig, Sundance og Berlinalen.
I 2010 modtog Carsten Myllerup, Linda Krogsøe Holmberg og Jens Mikkelsen en Æres-Bodil for at have grundlagt Super16. I 2015 inkluderede Variety Super16 på en liste over top 40 bedste filmskoler i verden.

## Tidligere medlemmer
- Allan Hyde[19]
- Ask Hasselbalch[20]
- Christian Dyekjær [21]
- Carsten Myllerup[22]
- Christina Rosendahl [23]
- Daniel Borgman [24]
- Fenar Ahmad[25]
- Frederik Louis Hviid [26]
- Jeanette Nordahl [27]
- Jesper Morthorst [28]
- Jonas Poher Rasmussen[29]
- Kaspar Munk[30]
- Kasper Dissing[31]
- Katja Adomeit[32]
- Marie Grahtø[33]
- Martin Pieter Zandvliet[34]
- Morten Pape[35]
- Rasmus Kloster Bro[36]
- Roni Ezra [37]
- Tea Lindeburg[38]
- Tilde Harkamp[39]